# Lista de conquistas na carreira de Sebastian Vettel
A lista de conquistas na carreira de Sebastian Vettel contém as marcas alcançadas pelo piloto alemão em sua trejtória no automobilismo.
Em 2010, tornou-se o mais jovem campeão da história da Fórmula 1, correndo pela escuderia Red Bull Racing, equipe campeã de construtores também na mesma temporada. No ano de 2011, conquistou o terceiro lugar no Grande Prêmio do Japão, o que foi suficiente para que se tornasse, aos 24 anos e 87 dias de idade, o mais jovem bicampeão da história da Fórmula 1. Em 25 de novembro de 2012, tornou-se o mais jovem tricampeão mundial da Fórmula 1 e, em 27 de outubro de 2013, tornou-se o mais jovem tetracampeão mundial da Fórmula 1, aos 26 anos de idade.

## Fórmula 1

### Títulos
| # | Temporada | Equipe          | Vitórias | Pódios | Abandonos | Pole positions | Pontos | Ref.        |
| - | --------- | --------------- | -------- | ------ | --------- | -------------- | ------ | ----------- |
| 1 | 2010      | Red Bull Racing | 5        | 10     | 3         | 10             | 256    | [ 1 ] [ 2 ] |
| 2 | 2011      | Red Bull Racing | 9        | 14     | 1         | 12             | 324    | [ 3 ]       |
| 3 | 2012      | Red Bull Racing | 5        | 10     | 2         | 6              | 281    | [ 4 ]       |
| 4 | 2013      | Red Bull Racing | 13       | 16     | 1         | 9              | 397    |             |

### Vitórias
| #  | Temporada | Equipe           | Grande Prêmio   | Posição de largada | Circuito/Autódromo               | Ref.          |
| -- | --------- | ---------------- | --------------- | ------------------ | -------------------------------- | ------------- |
| 1  | 2008      | Toro Rosso       | Itália          | 01º                | Circuito de Monza                | [ 5 ]         |
| 2  | 2009      | Red Bull Racing  | China           | 01º                | Circuito Internacional de Xangai | [ 6 ] [ 7 ]   |
| 3  | 2009      | Red Bull Racing  | Grã-Bretanha    | 01º                | Circuito de Silverstone          | [ 8 ]         |
| 4  | 2009      | Red Bull Racing  | Japão           | 01º                | Circuito de Suzuka               | [ 9 ]         |
| 5  | 2009      | Red Bull Racing  | Abu Dhabi       | 02º                | Circuito de Yas Marina           |               |
| 6  | 2010      | Red Bull Racing  | Malásia         | 03º                | Circuito Internacional de Sepang | [ 10 ] [ 11 ] |
| 7  | 2010      | Red Bull Racing  | Europa          | 01º                | Circuito Urbano de Valência      | [ 12 ]        |
| 8  | 2010      | Red Bull Racing  | Japão           | 01º                | Circuito de Suzuka               | [ 13 ]        |
| 9  | 2010      | Red Bull Racing  | Brasil          | 02º                | Autódromo de Interlagos          | [ 14 ]        |
| 10 | 2010      | Red Bull Racing  | Abu Dhabi       | 01º                | Circuito de Yas Marina           | [ 1 ] [ 2 ]   |
| 11 | 2011      | Red Bull Racing  | Austrália       | 01º                | Circuito de Albert Park          | [ 15 ]        |
| 12 | 2011      | Red Bull Racing  | Malásia         | 01º                | Circuito Internacional de Sepang | [ 16 ]        |
| 13 | 2011      | Red Bull Racing  | Turquia         | 01º                | Circuito de Istambul             | [ 17 ]        |
| 14 | 2011      | Red Bull Racing  | Espanha         | 02º                | Circuito da Catalunha            | [ 18 ] [ 19 ] |
| 15 | 2011      | Red Bull Racing  | Mônaco          | 01º                | Circuito de Monte Carlo          | [ 20 ]        |
| 16 | 2011      | Red Bull Racing  | Europa          | 01º                | Circuito Urbano de Valência      | [ 21 ]        |
| 17 | 2011      | Red Bull Racing  | Bélgica         | 01º                | Spa-Francorchamps                | [ 22 ]        |
| 18 | 2011      | Red Bull Racing  | Itália          | 01º                | Circuito de Monza                | [ 23 ]        |
| 19 | 2011      | Red Bull Racing  | Singapura       | 01º                | Circuito Urbano de Marina Bay    | [ 24 ]        |
| 21 | 2012      | Red Bull Racing  | coreia          | 02º                | Circuito Internacional da Coreia | [ 25 ]        |
| 22 | 2012      | Red Bull Racing  | India           | 01º                | Circuito Internacional de Buddh  | [ 26 ]        |
| 23 | 2012      | Red Bull Racing  | Cingapura       | 03º                | Circuito Urbano de Marina Bay    | [ 27 ]        |
| 24 | 2012      | Red Bull Racing  | Japão           | 01º                | Circuito de Suzuka               | [ 28 ]        |
| 25 | 2012      | Red Bull Racing  | Coreia do Sul   | 02º                | Circuito Internacional da Coreia | [ 29 ]        |
| 26 | 2012      | Red Bull Racing  | India           | 01º                | Circuito Internacional de Buddh  | [ 30 ]        |
| 27 | 2013      | Red Bull Racing  | Malásia         | 01º                | Circuito Internacional de Sepang |               |
| 28 | 2013      | Red Bull Racing  | Barém           | 02º                | Circuito Internacional do Barém  |               |
| 29 | 2013      | Red Bull Racing  | Canadá          | 01º                | Circuito Gilles Villeneuve       |               |
| 30 | 2013      | Red Bull Racing  | Alemanha        | 02º                | Nürburgring                      |               |
| 31 | 2013      | Red Bull Racing  | Bélgica         | 02º                | Spa-Francorchamps                |               |
| 32 | 2013      | Red Bull Racing  | Itália          | 01º                | Circuito de Monza                |               |
| 33 | 2013      | Red Bull Racing  | Singapura       | 01º                | Circuito Urbano de Marina Bay    |               |
| 34 | 2013      | Red Bull Racing  | Coreia do Sul   | 01º                | Circuito Internacional da Coreia |               |
| 35 | 2013      | Red Bull Racing  | Japão           | 02º                | Circuito de Suzuka               |               |
| 36 | 2013      | Red Bull Racing  | India           | 01º                | Circuito Internacional de Buddh  |               |
| 37 | 2013      | Red Bull Racing  | Emirados Arabes | 02º                | Circuito de Yas Marina           |               |
| 38 | 2013      | Red Bull Racing  | Estados Unidos  | 01º                | Circuito das Américas            |               |
| 39 | 2013      | Red Bull Racing  | Brasil          | 01º                | Autódromo de Interlagos          |               |
| 40 | 2015      | Scuderia Ferrari | Malásia         | 02º                | Circuito Internacional de Sepang |               |
| 41 | 2015      | Scuderia Ferrari | Hungria         | 03º                | Hungaroring                      |               |
| 42 | 2015      | Scuderia Ferrari | Singapura       | 01º                | Circuito Urbano de Marina Bay    |               |
| 43 | 2017      | Scuderia Ferrari | Austrália       | 02º                | Circuito de Albert Park          |               |
| 44 | 2017      | Scuderia Ferrari | Barém           | 03º                | Circuito Internacional do Barém  |               |
| 45 | 2017      | Scuderia Ferrari | Mônaco          | 02º                | Circuito de Monte Carlo          |               |
| 46 | 2017      | Scuderia Ferrari | Hungria         | 01º                | Hungaroring                      |               |
| 47 | 2017      | Scuderia Ferrari | Brasil          | 02º                | Autódromo de Interlagos          |               |
| 48 | 2018      | Scuderia Ferrari | Austrália       | 03º                | Circuito de Albert Park          |               |
| 49 | 2018      | Scuderia Ferrari | Barém           | 01º                | Circuito Internacional do Barém  |               |
| 50 | 2018      | Scuderia Ferrari | Canadá          | 02º                | Circuito Gilles Villeneuve       |               |
| 51 | 2018      | Scuderia Ferrari | Grã-Bretanha    | 02º                | Circuito de Silverstone          |               |
| 52 | 2018      | Scuderia Ferrari | Bélgica         | 02º                | Grande Prêmio da Bélgica de 2018 | [ 31 ]        |
| 53 | 2019      | Scuderia Ferrari | Singapura       | 03º                | Circuito Urbano de Marina Bay    |               |

### Pódios (sem vitórias)
| #  | Temporada | Equipe   | Grande Prêmio  | Colocação na corrida | Posição de largada | Circuito/Autódromo               | Ref.   |
| -- | --------- | -------- | -------------- | -------------------- | ------------------ | -------------------------------- | ------ |
| 1  | 2009      | Red Bull | Barém          | 02º                  | 03º                | Circuito Internacional do Barém  | [ 32 ] |
| 2  | 2009      | Red Bull | Turquia        | 03º                  | 01º                | Circuito de Istambul             | [ 33 ] |
| 3  | 2009      | Red Bull | Alemanha       | 02º                  | 04º                | Nürburgring                      | [ 34 ] |
| 4  | 2009      | Red Bull | Bélgica        | 03º                  | 08º                | Spa-Francorchamps                | [ 35 ] |
| 5  | 2010      | Red Bull | Espanha        | 03º                  | 02º                | Circuito da Catalunha            | [ 36 ] |
| 6  | 2010      | Red Bull | Mônaco         | 02º                  | 03º                | Circuito de Monte Carlo          | [ 37 ] |
| 7  | 2010      | Red Bull | Alemanha       | 03º                  | 01º                | Hockenheimring                   | [ 38 ] |
| 8  | 2010      | Red Bull | Singapura      | 02º                  | 02º                | Circuito Urbano de Marina Bay    | [ 39 ] |
| 9  | 2011      | Red Bull | China          | 02º                  | 01º                | Circuito Internacional de Xangai | [ 40 ] |
| 10 | 2011      | Red Bull | Canadá         | 02º                  | 01º                | Circuito Gilles Villeneuve       | [ 41 ] |
| 11 | 2011      | Red Bull | Grã-Bretanha   | 02º                  | 02º                | Circuito de Silverstone          | [ 42 ] |
| 12 | 2011      | Red Bull | Hungria        | 02º                  | 02º                | Hungaroring                      | [ 43 ] |
| 13 | 2011      | Red Bull | Japão          | 03º                  | 01º                | Circuito de Suzuka               | [ 44 ] |
| 14 | 2011      | Red Bull | Brasil         | 02º                  | 01º                | Autódromo de Interlagos          | [ 45 ] |
| 15 | 2012      | Red Bull | Australia      | 02º                  | 06º                | Circuito de Albert Park          | [ 46 ] |
| 16 | 2012      | Red Bull | Grã-Bretanha   | 03º                  | 04º                | Circuito de Silverstone          | [ 47 ] |
| 17 | 2012      | Red Bull | Belgica        | 02º                  | 10º                | Spa-Francorchamps                | [ 48 ] |
| 18 | 2012      | Red Bull | Abu Dhabi      | 03º                  | 24º                | Yas Island                       | [ 49 ] |
| 19 | 2012      | Red Bull | Estados Unidos | 02º                  | 01º                | Circuito das Américas            | [ 50 ] |
|    |           |          |                |                      |                    |                                  |        |

### Pole positions
(legenda)
| #  | Temporada | Equipe     | Grande Prêmio | Tempo da pole | Colocação na corrida | Circuito/Autódromo               | Ref.   |
| -- | --------- | ---------- | ------------- | ------------- | -------------------- | -------------------------------- | ------ |
| 1  | 2008      | Toro Rosso | Itália        | 1:37.555      | 01º                  | Circuito de Monza                | [ 51 ] |
| 2  | 2009      | Red Bull   | China         | 1:36.184      | 01º                  | Circuito Internacional de Xangai | [ 6 ]  |
| 3  | 2009      | Red Bull   | Turquia       | 1:28.316      | 03º                  | Circuito de Istambul             | [ 52 ] |
| 4  | 2009      | Red Bull   | Grã-Bretanha  | 1:19.509      | 01º                  | Circuito de Silverstone          | [ 53 ] |
| 5  | 2009      | Red Bull   | Japão         | 1:32.160      | 01º                  | Circuito de Suzuka               | [ 9 ]  |
| 6  | 2010      | Red Bull   | Barém         | 1:54.101      | 04º                  | Circuito Internacional do Barém  | [ 54 ] |
| 7  | 2010      | Red Bull   | Austrália     | 1:23.919      | Ret                  | Circuito de Albert Park          | [ 55 ] |
| 8  | 2010      | Red Bull   | China         | 1:34.558      | 06º                  | Circuito Internacional de Xangai | [ 56 ] |
| 9  | 2010      | Red Bull   | Europa        | 1:37.587      | 01º                  | Circuito Urbano de Valência      | [ 12 ] |
| 10 | 2010      | Red Bull   | Grã-Bretanha  | 1:29.615      | 07º                  | Circuito de Silverstone          | [ 57 ] |
| 11 | 2010      | Red Bull   | Alemanha      | 1:13.761      | 03º                  | Hockenheimring                   | [ 58 ] |
| 12 | 2010      | Red Bull   | Hungria       | 1:18.773      | 03º                  | Hungaroring                      | [ 59 ] |
| 13 | 2010      | Red Bull   | Japão         | 1:30.785      | 01º                  | Circuito de Suzuka               | [ 13 ] |
| 14 | 2010      | Red Bull   | Coreia do Sul | 1:35.585      | Ret                  | Circuito Internacional da Coreia | [ 60 ] |
| 15 | 2010      | Red Bull   | Abu Dhabi     | 1:39.394      | 01º                  | Circuito de Yas Marina           | [ 2 ]  |
| 16 | 2011      | Red Bull   | Austrália     | 1:23.529      | 01º                  | Circuito de Albert Park          | [ 61 ] |
| 17 | 2011      | Red Bull   | Malásia       | 1:34.870      | 01º                  | Circuito Internacional de Sepang | [ 62 ] |
| 18 | 2011      | Red Bull   | China         | 1:33.706      | 02º                  | Circuito Internacional de Xangai | [ 63 ] |
| 19 | 2011      | Red Bull   | Turquia       | 1:25.049      | 01º                  | Circuito de Istambul             | [ 64 ] |
| 20 | 2011      | Red Bull   | Mônaco        | 1:13.556      | 01º                  | Circuito de Monte Carlo          | [ 65 ] |
| 21 | 2011      | Red Bull   | Canadá        | 1:13.014      | 02º                  | Circuito Gilles Villeneuve       | [ 66 ] |
| 22 | 2011      | Red Bull   | Europa        | 1:36.975      | 01º                  | Circuito Urbano de Valência      | [ 67 ] |
| 23 | 2011      | Red Bull   | Hungria       | 1:19.815      | 02º                  | Hungaroring                      | [ 68 ] |
| 24 | 2011      | Red Bull   | Bélgica       | 1:48.290      | 01º                  | Spa-Francorchamps                | [ 69 ] |
| 25 | 2011      | Red Bull   | Itália        | 1:22.275      | 01º                  | Circuito de Monza                | [ 70 ] |
| 26 | 2011      | Red Bull   | Singapura     | 1:44.381      | 01º                  | Circuito Urbano de Marina Bay    | [ 71 ] |
| 27 | 2011      | Red Bull   | Japão         | 1:30.466      | 03º                  | Circuito de Suzuka               | [ 72 ] |
| 28 | 2011      | Red Bull   | India         | 1:24.178      | 01º                  | Circuito Internacional de Buddh  | [ 73 ] |
| 29 | 2011      | Red Bull   | Abu Dhabi     | 1:38.481      | Ret                  | Yas Island                       | [ 74 ] |
| 30 | 2011      | Red Bull   | Brasil        | 1:11.918      | 02º                  | Autódromo de Interlagos          | [ 75 ] |
| 31 | 2012      | Red Bull   | Barém         | 1:32.422      | 01º                  | Circuito Internacional do Barém  | [ 76 ] |
| 32 | 2012      | Red Bull   | Canadá        | 1:13.784      | 04º                  | Circuito Gilles Villeneuve       | [ 77 ] |
| 33 | 2012      | Red Bull   | Espanha       | 1:32.422      | Ret                  | Circuito Urbano de Valência      | [ 78 ] |
| 34 | 2012      | Red Bull   | Japão         | 1:30.839      | 01º                  | Circuito de Suzuka               | [ 79 ] |
| 35 | 2012      | Red Bull   | India         | 1:25.283      | 01º                  | Circuito Internacional de Buddh  | [ 80 ] |
| 36 | 2012      | Red Bull   | EUA           | 1:35.657      | 02º                  | Circuito das Américas            | [ 81 ] |
| 37 | 2013      | Red Bull   | Austrália     | 1:27:407      | 03º                  | Circuito de Albert Park          |        |
| 38 | 2013      | Red Bull   | Malásia       | 1:49:674      | 01º                  | Circuito Internacional de Sepang |        |
| 39 | 2013      | Red Bull   | Canadá        | 1:25:425      | 01º                  | Circuito Gilles Villeneuve       |        |
| 40 | 2013      | Red Bull   | Itália        | 1:23:755      | 01º                  | Circuito de Monza                |        |
| 41 | 2013      | Red Bull   | Singapura     | 1:42:841      | 01º                  | Circuito Urbano de Marina Bay    |        |
| 42 | 2013      | Red Bull   | Coreia do Sul | 1:37:202      | 01º                  | Circuito Internacional da Coreia |        |
| 43 | 2013      | Red Bull   | India         | 1:24:119      | 01º                  | Circuito Internacional de Buddh  |        |
| 44 | 2013      | Red Bull   | EUA           | 1:36:338      | 01º                  | Circuito das Américas            |        |
| 45 | 2013      | Red Bull   | Brasil        | 1:26:479      | 01º                  | Autódromo de Interlagos          |        |
| 46 | 2015      | Ferrari    | Singapura     | 1:43:885      | 01º                  | Circuito Urbano de Marina Bay    |        |
| 47 | 2017      | Ferrari    | Rússia        | 1:33.194      | 02º                  | Autódromo de Sochi               |        |
| 48 | 2015      | Ferrari    | Hungria       | 1:16.276      | 01º                  | Hungaroring                      |        |
| 49 | 2017      | Ferrari    | Singapura     | 1:39.491      | Ret                  | Circuito Urbano de Marina Bay    |        |
| 50 | 2017      | Ferrari    | México        | 1:16.488      | 04º                  | Autódromo Hermanos Rodríguez     |        |